# Melanotaenia fasinensis
Melanotaenia fasinensis är en fiskart som beskrevs av Kadarusman, Sudarto, Paradis och Laurent Pouyaud 2010. Melanotaenia fasinensis ingår i släktet Melanotaenia och familjen Melanotaeniidae. Inga underarter finns listade i Catalogue of Life.